# Chonemorpha
Chonemorpha es un género de fanerógamas de la familia Apocynaceae. Contiene 10 especies.
Es originario de las regiones tropicales de Asia, principalmente en China.

## Taxonomía
El género  fue descrito por George Don y publicado en A General History of the Dichlamydeous Plants 4: 69, 76. 1837.

## Especies aceptadas
A continuación se brinda un listado de las especies del género Chonemorpha aceptadas hasta octubre de 2013, ordenadas alfabéticamente. Para cada una se indica el nombre binomial seguido del autor, abreviado según las convenciones y usos. 
- Chonemorpha assamensis Furtado, Gard. Bull. Straits Settlem. 9: 115 (1935).
- Chonemorpha eriostylis Pit. in H.Lecomte, Fl. Indo-Chine 2: 1248 (1933).
- Chonemorpha floccosa Tsiang & P.T.Li, Acta Phytotax. Sin. 11: 387 (1973).
- Chonemorpha fragrans (Moon) Alston, Ann. Roy. Bot. Gard. (Peradeniya) 11: 203 (1929).
- Chonemorpha megacalyx Pierre ex Spire, Contr. Apocyn.: 76 (1905).
- Chonemorpha mollis Miq., Fl. Ned. Ind. 2: 444 (1857).
- Chonemorpha parviflora Tsiang & P.T.Li, Acta Phytotax. Sin. 11: 389 (1973).
- Chonemorpha pedicellata Rao, J. Indian Bot. Soc. 32: 44 (1953).
- Chonemorpha splendens Chun & Tsiang, Sunyatsenia 2: 157 (1934).
- Chonemorpha verrucosa (Blume) Mabb., Novon 3: 455 (1993).